# Наугольновский сельский округ
Наугольновский сельский округ — упразднённая административно-территориальная единица, существовавшая на территории Сергиево-Посадского района Московской области в 1994—2006 годах.
Наугольновский сельсовет был образован в первые годы советской власти. По данным 1918 года он входил в состав Сергиевской волости Дмитровского уезда Московской губернии.
13 октября 1919 года Сергиевская волость вошла в Сергиевский уезд. По данным 1922 года Наугольновский с/с в Сергиевской волости не числился.
В 1927 году Наугольновский с/с был восстановлен путём выделения из Деулинского с/с.
В 1929 году Наугольновский с/с был отнесён к Сергиевскому (с 1930 — Загорскому) району Московского округа Московской области.
5 апреля 1936 года к Наугольновскому с/с был присоединён Малыгинский с/с.
14 июня 1954 года к Наугольновскому с/с был присоединён Сватковский с/с.
30 декабря 1959 года из Бужаниновского с/с в Наугольновский с/с были переданы селения Веригино, Душищево и Редриковы Горы.
1 февраля 1963 года Загорский район был упразднён и Наугольновский с/с вошёл в Мытищинский сельский район. 11 января 1965 года Наугольновский с/с был возвращён в восстановленный Загорский район.
30 июня 1969 года из Северный посёлок был передан из Наугольновского с/с в черту города Загорска.
30 мая 1978 года в Наугольновском с/с было упразднено селение Шестихатка.
25 октября 1984 года из состава Наугольновского с/с был выведен новообразованный рабочий посёлок Скоропусковский, в который вошли опытный завод с посёлком при нём, комбинат ЖБИ, отделения «Сельхозтехники» и «Сельхозхимии», а также РСУ № 7.
19 сентября 1985 года в Наугольновском с/с посёлок Загорской лепрозорной клиники был переименован в посёлок Зелёная Дубрава.
23 июня 1988 года в Наугольновском с/с была упразднена деревня Веригино.
16 сентября 1991 года Загорский район был переименован в Сергиево-Посадский.
3 февраля 1994 года Наугольновский с/с был преобразован в Наугольновский сельский округ.
14 сентября 2004 года к Наугольновскому с/о было присоединено село Муханово (бывший рабочий посёлок). 24 ноября в Наугольновском с/с посёлок подсобного хозяйства фабрики «Большевик» был переименован в Беликово.
В ходе муниципальной реформы 2005 года Наугольновский сельский округ прекратил своё существование как муниципальная единица. При этом село Муханово было передано в городское поселение Богородское; деревни Рогачёво и Семёнково — в городское поселение Краснозаводск; деревни Игнатьево, Коврово и Самойлово — в городское поселение Пересвет; деревни Зубачёво и Наугольное и посёлок лесхоза — в городское поселение Сергиев Посад; деревня Степково — в городское поселение Скоропусковский; посёлки Беликово и Зелёная Дубрава, деревни Душищево, Редриковы Горы и Сватково — в сельское поселение Березняковское.
29 ноября 2006 года Наугольновский сельский округ исключён из учётных данных административно-территориальных и территориальных единиц Московской области.